# John Edwards
Johnny Reid Edwards, detto John (Seneca, 10 giugno 1953), è un ex politico statunitense.
Membro del Partito Democratico, fu candidato alla vicepresidenza nelle elezioni del 2004 al fianco di John Kerry.

## Biografia
Nato in una famiglia povera (il padre, Wallace Reid Edwards, era un operaio tessile) riuscì tuttavia a laurearsi in giurisprudenza, grazie anche alla borsa di studio assegnatagli per meriti sportivi da che da giovane era un ottimo giocatore di football, ed a svolgere la professione di avvocato. Da avvocato divenne ricchissimo, anche se si specializzò nel difendere i cittadini meno abbienti contro le grandi lobby e majors americane: in particolare, si occupò soprattutto dei casi di malasanità.
Sposato con Elizabeth Edwards, ebbe da lei quattro figli: il primogenito, Wade, morì a 17 anni nel 1996 a causa di un incidente stradale; il decesso del ragazzo fu la molla che lo spinse a riflettere sulla sua carriera di avvocato e ad entrare in politica con il Partito Democratico. Di tendenze centriste, molto aperto riguardo ai diritti della comunità LGBT, si candidò nella Carolina del Nord come senatore degli Stati Uniti: dopo aver trionfato nelle primarie democratiche, sconfisse il repubblicano uscente Lauch Faircloth ed il 6 gennaio 1999 cominciò la sua esperienza politica.
In Senato fu favorevole alla risoluzione che autorizzava l'intervento statunitense in Iraq ma accusò l'amministrazione Bush di non aver gestito al meglio il conflitto. Votò a favore del Patriot Act e fu favorevole all'aborto, all'affirmative action e alla pena di morte. L'8 agosto 2008, tramite una dichiarazione pubblica, ammise di aver avuto una relazione extraconiugale nel 2006.

### Presidenziali del 2004
Nel 2004 annunciò di non cercare il secondo mandato da senatore (lasciò il posto a Erskine Bowles, che tuttavia non risultò eletto) e di volersi candidare alla presidenza degli Stati Uniti, ma fu Kerry a prevalere.
Il 6 luglio 2004 Kerry annunciò di aver scelto proprio Edwards come suo candidato vicepresidente degli USA: nella convention democratica preelettorale, Edwards divenne abbastanza famoso pronunciando il celebre discorso delle "Due Americhe: una sempre più ricca, l'altra sempre più emarginata" a seguito del quale gli avversari lo tacciarono di populismo mentre i sostenitori lo paragonarono, per abilità oratoria, a Mario Cuomo.
Alle elezioni presidenziali del 2004 la coppia Kerry/Edwards ottenne 59.028.111 voti, pari al 48,3% degli elettori, e 251 grandi elettori venendo sconfitta dall'accoppiata repubblicana Bush/Cheney. A differenza dell'amico, però, l'ex avvocato non ha abbandonato la politica attiva.
Il 3 novembre del 2004 Edwards dichiarò pubblicamente che la moglie Elizabeth era afflitta da un cancro al seno, che fu curato grazie alla chemioterapia ed alla radioterapia; come ha avuto modo di asserire lui stesso, la malattia è stata diagnosticata nuovamente alla sua partner il 22 marzo del 2007. Sua moglie è successivamente morta nel dicembre 2010 a causa di un cancro metastatico della mammella.

### Presidenziali del 2008
Il 28 dicembre del 2006, in una conferenza stampa tenutasi a New Orleans, Edwards comunicò la sua intenzione di candidarsi alle elezioni presidenziali del 2008: secondo i sondaggi, egli si trovava al terzo posto nelle preferenze degli elettori democratici dietro Hillary Clinton e Barack Obama.
Ai caucus dell'Iowa del gennaio 2008 ottiene il 29,7% delle preferenze, staccato di sette punti da Barack Obama, e precedendo di poco Hillary Clinton; nelle altre consultazioni arriva sempre dietro i due celebri candidati, pur raggiungendo spesso risultati considerevoli. Il 30 gennaio decide di ritirarsi dalla competizione a seguito del brutto risultato conseguito nella Carolina del Sud, in cui riuscì a racimolare solo il 17,6% dei consensi. Il 14 maggio ha annunciato il suo appoggio all'ex-rivale Barack Obama.